# Ostrovec-Lhotka
Ostrovec-Lhotka ist eine Gemeinde in Tschechien. Sie liegt elf Kilometer nordöstlich von Radnice (Radnitz) und gehört zum Okres Rokycany.

## Geographie
Ostrovec-Lhotka befindet sich linksseitig über dem Tal des Zbirožský potok (Zbirower Bach) in der Křivoklátská vrchovina (Pürglitzer Bergland). Ostrovec und Lhotka liegen nur einen reichlichen Kilometer voneinander entfernt; Ostrovec ist der nördliche der beiden Ortsteile, südlich davon liegt Lhotka. Die Gemeindefluren bestehen zum größten Teil aus Wäldern. Im Norden erhebt die Lípa (504 m n.m.), nordöstlich die Sirská hora (524 m n.m.), der Strážov (511 m n.m.), der Velký vrch (579 m n.m.) und der Vlastec (612 m n.m.), im Osten der Bráh (524 m n.m.), die Buzová (524 m n.m.), der Radost (584 m n.m.), der Kohoutov (596 m n.m.) und der Těchovín (617 m n.m.) sowie südöstlich der Ušák (530 m n.m.). Westlich verläuft die Staatsstraße II/235 zwischen Zbiroh und Rakovník. Die Gemeinde liegt im Landschaftsschutzgebiet Křivoklátsko.
Angrenzende Gemeinden sind Podmokly und Skryje im Norden, Broumy im Osten, Líšná im Südosten, Zbiroh im Süden, Terešov im Südwesten sowie Mlečice im Westen.

## Geschichte

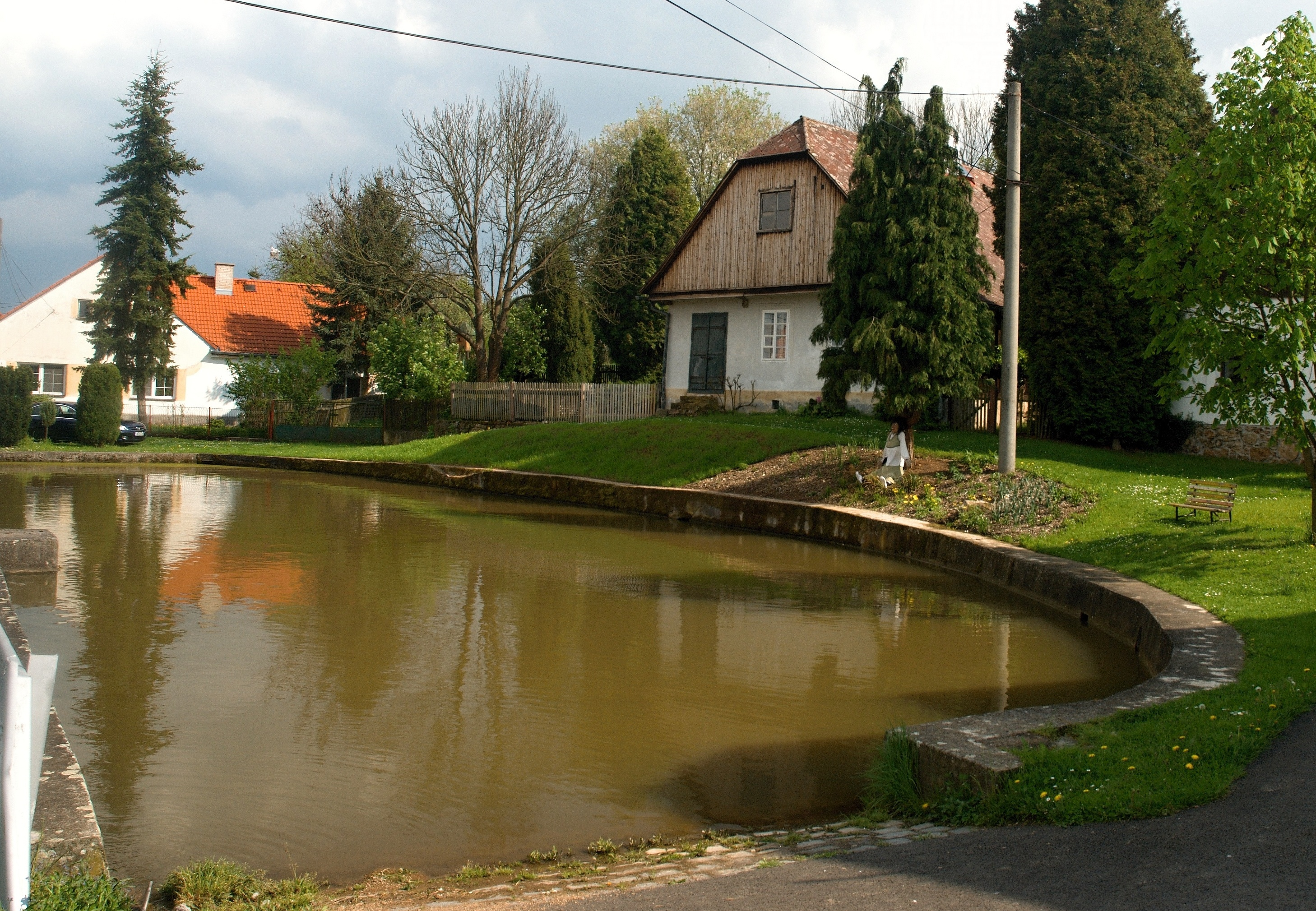
Häuser und Dorfteich in Lhotka

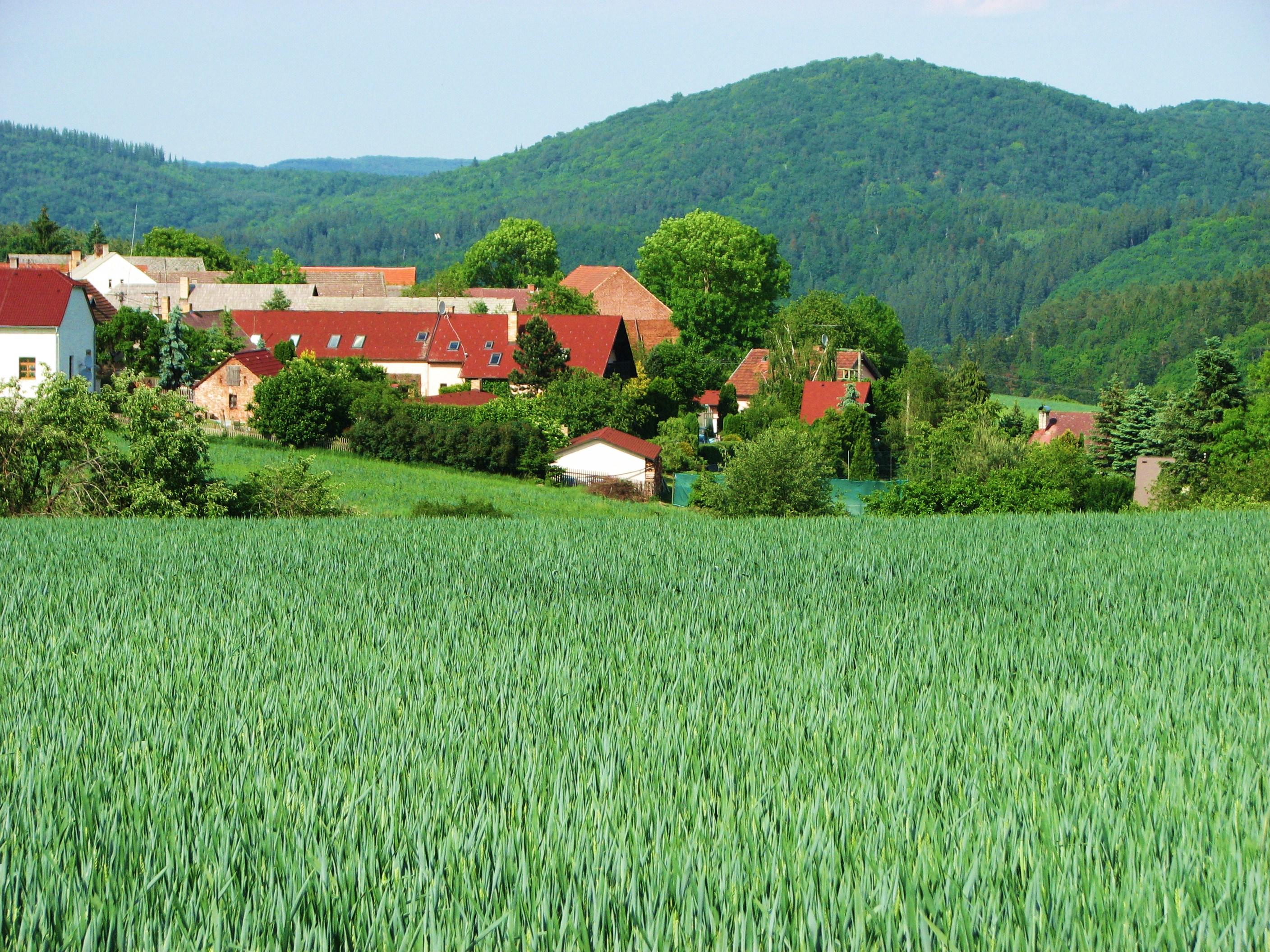
Blick von der Staatsstraße auf Ostrovec

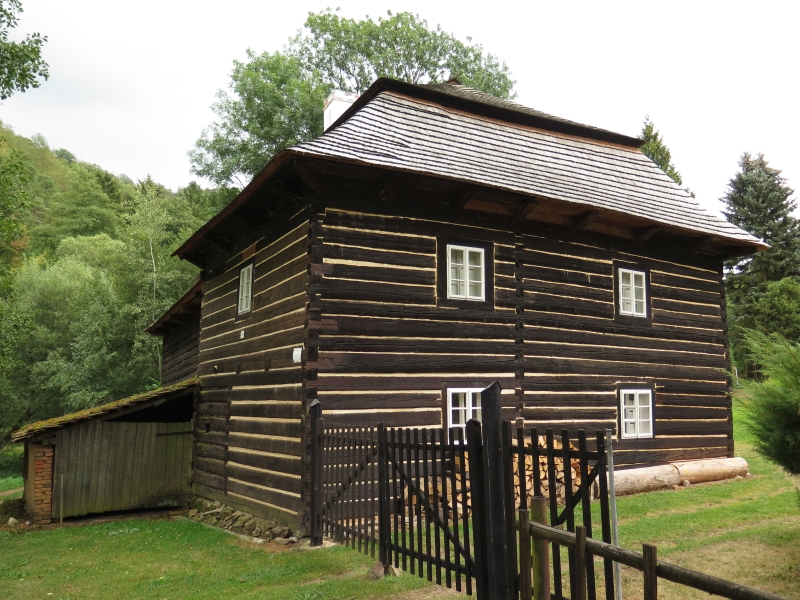
Ostrowetzer Mühle

Obwohl beide Dörfer fußläufig dicht beieinander liegen, waren sie bis zur Mitte des 19. Jahrhunderts unterschiedlichen Grundherrschaften untertänig. Pfarr- und Schulort für beide Dörfer war Mlečice.
Die erste schriftliche Erwähnung von Ostrovec erfolgte 1115 in der Gründungsurkunde des Benediktinerklosters Kladruby, bei der es sich jedoch um ein nachträgliches Falsifikat vom Ende des 12. Jahrhunderts handelt. In der 2. Hälfte des 14. Jahrhunderts gelangte Ostrovec an weltliche Besitzer. Zum Ende des 14. Jahrhunderts ließ der Grundherr, Michal von Ostrov, bei seinem Hof eine Feste anlegen. Zum Ende des 16. Jahrhunderts wurde Ostrovec Teil der königlichen Herrschaft Pürglitz; im Jahre 1607 wurde das Dorf der königlichen Herrschaft Zbirow zugeordnet. Die Feste Ostrovec erlosch um 1664.
Lhotka wurde im Jahre 1362 erstmals urkundlich erwähnt und gehörte lange Zeit zum Gut Tereschau. 
Nach der Aufhebung der Patrimonialherrschaften bildeten Lhotka und Ostrovec ab 1850 Ortsteile der Gemeinde Mlečice im Gerichtsbezirk Zbirow. 1868 wurden beide Dörfer dem Bezirk Hořowitz zugeordnet. In den 1870er Jahren lösten sich Lhotka und Ostrovec von Mlečice los und bildeten eigene Gemeinden. Zum 1. September 1896 wurden die Gemeinden Lhotka und Ostrovec Teil des neu gebildeten Bezirks Rokitzan. 
Nach dem Ersten Weltkrieg zerfiel der Vielvölkerstaat Österreich-Ungarn, beide Gemeinden wurden 1918 Teil der neu gebildeten Tschechoslowakischen Republik. Zwischen 1939 und 1945 gehörten Lhotka und Ostrovec zum Protektorat Böhmen und Mähren. Nach dem Ende des Zweiten Weltkrieges kamen beide Gemeinden zur wiedererrichteten Tschechoslowakei zurück. 
Im Zuge der Gemeindegebietsreform von 1960 wurde Lhotka nach Ostrovec eingemeindet. Zum 1. Januar 1980 erfolgte die Eingemeindung beider Dörfer nach Mlečice. Lhotka und Ostrovec lösten sich am 24. November 1990 wieder von Mlečice los und bildeten die Gemeinde Lhotka. 1991 lebten in den 77 Häusern der Gemeinde 96 Personen. Seit dem 13. Februar 1991 führt die Gemeinde den Doppelnamen Ostrovec-Lhotka. Beim Zensus von 2011 hatte die Gemeinde 115 Einwohner und bestand aus 81 Wohnhäusern; davon lebten 78 in Lhotka (46 Häuser) und 37 in Ostrovec (35 Häuser).

## Ortsgliederung
Die Gemeinde Ostrovec-Lhotka besteht aus den Ortsteilen Lhotka und Ostrovec (Ostrowetz). Zu Ostrovec-Lhotka gehören zudem die Einschichten Jankovský Mlýn, Kohoutov, Kozův Mlýn, Ostrovecký Mlýn, Papírna, Terezín (Theresienthal) und Vlastce.
Das Gemeindegebiet gliedert sich in die Katastralbezirke Lhotka u Terešova (229 ha) und Ostrovec u Terešova (1786 ha).

## Sehenswürdigkeiten
Der Ortsteil Ostrovec mit zahlreichen erhaltenen Gebäuden in Volksbauweise bildet eine dörfliche Denkmalszone.
- Gezimmerter Glockenturm in Ostrovec
- Gezimmerte Chaluppen Nr. 3, 4, 8 und 14 in Ostrovec
- Gezimmerte Wassermühle Ostrovecký mlýn am Zbirožský potok
- Ehemaliges Ausgedingehaus des Gehöftes Nr. 6 in Ostrovec
- Kapelle auf dem Dorfplatz von Lhotka
- Kapelle des hl. Adalbert, im Wald südwestlich von Lhotka
- Kapelle beim Hegerhaus Kohoutov
- Nationales Naturreservat Kohoutov, im Wald östlich von Ostrovec
- Naturreservat Lípa, linksseitig des Zbirožský potok am Nordosthang des gleichnamigen Berges